# Ancistrocerus biphaleratus
Ancistrocerus biphaleratus är en stekelart som först beskrevs av Henri Saussure 1852.  Ancistrocerus biphaleratus ingår i släktet murargetingar, och familjen Eumenidae.

## Underarter
Arten delas in i följande underarter:
- A. b. palaestinicus
- A. b. triphaleratus
- A. b. tripolitanus